# La Chapelle-Saint-Sépulcre
La Chapelle-Saint-Sépulcre ist eine französische Gemeinde mit 223 Einwohnern (Stand: 1. Januar 2022) im Département Loiret in der Region Centre-Val de Loire. Sie gehört zum Arrondissement Montargis und ist Teil des Kantons Courtenay. Die Einwohner werden Capellois genannt.

## Geografie
La Chapelle-Saint-Sépulcre liegt etwa 69 Kilometer ostnordöstlich von Orléans. Nachbargemeinden von La Chapelle-Saint-Sépulcre sind Griselles im Norden, Louzouer im Norden und Osten, La Selle-en-Hermoy im Süden und Osten, Amilly im Süden und Westen sowie Paucourt im Nordwesten.

## Bevölkerungsentwicklung
| Jahr                       | 1962 | 1968 | 1975 | 1982 | 1990 | 1999 | 2006 | 2018 |
| Einwohner                  | 149  | 143  | 145  | 171  | 225  | 250  | 273  | 237  |
| Quellen: Cassini und INSEE |      |      |      |      |      |      |      |      |

## Sehenswürdigkeiten

Kirche Saint-Louis

- Kirche Saint-Louis